# 杨介人
杨介人（1909年—1999年），男，山东蓬莱人，中华人民共和国政治人物，曾任山东省人民委员会副省长，山东省政协副主席，山东省人大常委会副主任，第六届全国政协委员。